# Візантійська Мальта
Візантійська Мальта — більш ніж 300-річний період перебування острову Мальта під владою Візантійської імперії, який продовжувався з часів завоювання Візантією Сицилії в 535—536 роках до 869—870 років, коли острів був окупований арабами. Письмові та археологічні свідчення за три століття візантійського панування на Мальті дуже обмежені, а часом і неоднозначні. Історики теоретизують, що Візантійська Мальта зазнавала значного напливу грецьких поселенців та еллінської культури, адміністративних змін, спричинених реорганізацією Сицилії в руслі візантійської теми, та значної морської діяльності в Середземномор'я. Острови були місцем виселення та вигнання. З експансією мусульман у Північній Африці Мальта перейшла від військової бази та торгового пункту, що зв'язує Сицилію та інші володіння Візантії на італійському півострові з Африканським екзархатом, до віддаленого супутника та охоронного пункту Візантійської Сицилії, Історики дійшли висновку, що Мальта відігравала обмежену стратегічну роль у Візантійській імперії.

## Передумови
Найперші згадки про Мальту в візантійську епоху є дуже скупими і зазвичай містяться в уривках, що стосуються Сицилії. Наприкінці V століття мальтійські острови були завойовані вандалами, а потім передані Одоакру, королю остготів Італії. Історики теоретизують, що Мальта залишалася в руках вандалів приблизно з 455 по 476 рік, а потім надала Одоакру як данину, перш ніж перейти до Теодоріха після поразки Одоакру в 493 році.
Немає свідчень про єпископа Мальти до 553 р. Немає даних про появу мальтійського єпископа на будь-якому соборі у вандальській Африці. Історики не можуть оцінити, чи був на Мальті єпископ, чи острови на цій ранній стадії входили до складу африканської церкви.
Мальта страждає від недостатньої уваги у візантійських джерелах, що перетворюється на тривале сприйняття істориками того, що архіпелаг лежить на узліссі стратегічних, політичних та військових інтересів Візантійської імперії. Ця думка була скасована лише в останні роки, після досягнень мальтійської археології. Аналіз кераміки показав, що візантійці все ще відправляли флоти до Західного Середземномор'я аж до IX століття — підтверджуючи, що Мальта була стратегічною сходинкою в оборонній системі навколо Північної Африки, Сицилії та Балеарських островів.
Обсяг торгівлі на мальтійські острови мав не лише військовий характер. Місцеві політичні еліти забезпечувалися товарами Східного Середземномор'я. Сиглографічні дані роблять висновок, що мальтійські еліти включали архонтів, єпископів та членів церковних громад. Комерційна життєздатність островів дозволила елітам подолати розрив між мусульманською Африкою та «візантійськими Італіями». Мальтійська еліта зайняла активну позицію в політичних і торгових обмінах з мусульманськими громадами в Північній Африці — доведено знахідками на островах монет Омеядів.

## Ранні візантійські джерела про Мальту

### Період Юстініана

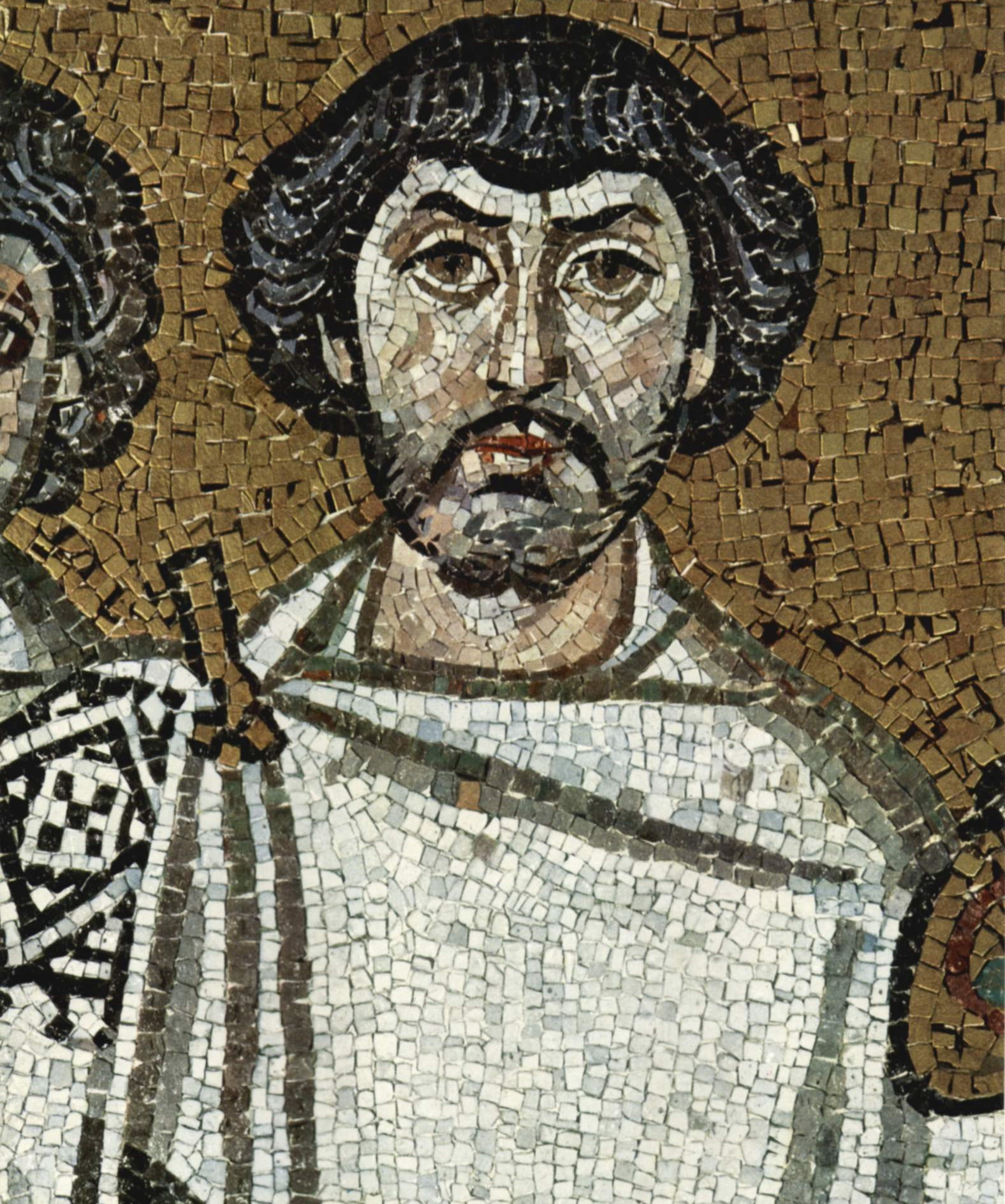
A member of the retinue of Emperor Justinian I in the mosaic in the Church of San Vitale, Ravenna, which is usually identified with Belisarius

Одну з найбільш ранніх згадок про мальтійські острови можна знайти в списку пожертв імператора Костянтина I на початку IV століття, який включає грант латеранському баптистерію маси з доходами 222 солі, який, очевидно, був розташований на острові Гозо. Однак перша згадка про середньовічну Мальту в контексті Східної Римської імперії міститься в «Белумському вандалікумі» Прокопія, де детально описується візантійський похід у Північній Африці. Пишиться, що візантійський полководець Велізарій «торкнувся» або «підійшов» до Мальти в 533 році, коли римський експедиційний корпус плив з Каукани до Північної Африки. У тому ж уривку Прокопій описує Мальту як острів, що розділяє Адріатичне та Тірренське моря, вказуючи на те, що острів, можливо, лежав на морському кордоні, що розділяє вандальську та візантійську сфери. В уривку не сказано, що Велізарій завоював острови або що Мальтійські острови вже були в руках Візантії. Фактично, Мальта не включена в Синекдм Ієрокла, де детально описується список міст, що належали імперії в 527/8 р.
Мальта, ймовірно, передалася візантійцям приблизно під час завоювання ними Сицилії в 535 р. Одну з цитат в «Белум Готікум» Прокопія, що описує війну проти готського королівства Італії можна трактувати так, що скорше за все Мальта вже входила до складу Імперії до 544 р. (хоча безбосередньо сам острів в ній не вказується). Остаточне посилання у Прокопія стосовно Мальти стосується 550 року, що стосується подорожі Артабанеса до Сицилії. Артабанес був відправлений замінити застарілого сенатора Ліберія, який керував експедицією, що ведеться проти Сицилії, яку нещодавно захопив остготський цар Тотіла. Артабанес не зміг наздогнати експедицію до того, як вона відплила на Сицилію, а його власний флот був відкинутий і розсіяний сильними штормами в Іонічному морі а самого Артабанеса несподівано врятували після висадки на Мальту.
Інші джерела про Мальту з династії Юстиніанів обмежені, мало деталей про історію островів. Письменник шостого століття Arator описав Мальту порт заходу для судів.

### Єпископи Мальти
У 553 р. Про Мальтійського єпископа Юліана згадується в Constitutum de Tribus Capitulis Папи Римського, проте, щодо імені та зв'язку з Мальтою можуть бути певні неоднозначності через невідповідність імен у різних рукописах. Перша згадка про єпископа Мальти з'являється в трьох листах папи Григорія I, де Папа просить єпископа Мальтійського в 592 році забезпечити, щоб мальтійське духовенство, що володіє землями, що належать африканській церкві, сплатило належний з них податок. Другий лист, датований жовтнем 598 р., просить єпископа Сіракуз засудити Луцилла за невизначений злочин, покарати його співучасників, помістивши їх у монастирі та позбавивши їх почестей. Отже, Мальта мала військовий гарнізон. Третій лист, датований вереснем або жовтнем 599 р., просить Романа дефенсора Сицилію переконатись, що Луцилл та його син передають майно, забране з церкви, новому єпископу Траяну. Листи виявляють тісні церковні та адміністративні зв'язки між Мальтійським престолом та Сіракузьким єпископством. Мальта могла бути подібним чином пов'язана зі світською адміністрацією Сицилії, як пропонується цивільним географічним списком, складеним Георгом Кіпрським близько 603—606 років.

### Візантійські вигнанці на Мальті
Мальта використовувалася як місце для вигнанців, як це можна знайти в уривках двох істориків. Патріарх Никифор деталізує, як імператор Іраклій послав Феодор, наказавши ампутувати одну з його ніг після прибуття. Це свідчить про те, що до 637 року, дати повстання, що призвело до вигнання Івана Афаларіхоса та Теодора, Мальта могла управлятися військовими офіцерами, подібно до того, як правили Сицилія та Італія. Літописець Феофан описує, як у 790 році імператор Костянтин VI покарав лідерів заколоту в темі «Вірменія», клеймуючи їх обличчя та виславши лідерів на Сицилію та «інші острови».

## Система управління

### Світський уряд
Мальтою, можливо, правив високопоставлений морський чиновник, який командував невеликим флотом. Історики вийшли за межі цього аналізу, кажучи, що Мальта була базою важливої морської ескадри під прямим імперським, а не тематичним контролем. Однак відсутність доказів та джерел, а також історичні тісні зв'язки між Сицилією та Мальтою, як видається, враховують як існування такої структури управління на Мальті, так і існування важливої візантійської військово-морської бази на островах.
Нещодавні розкопки пролили більше світла на роль Мальти як торгового пункту, коли регіональні політичні сили мали сильні інтереси на Мальті протягом 8 століття. Вважається, що острови виконують роль моста між Північною Африкою та півднем Італії. Мальта могла імпортувати великі обсяги товарів з далеких регіонів, а також мати зв'язки як з візантійською, так і з арабською торговою мережами. Міста були порівняно заможними, політично потужними і мали доступ до різних імпортних товарів, тоді як периферійні райони мали доступ до більш базової матеріальної культури.

### Церковний уряд
Історики стверджують, що передача сицилійських єпархій від Римського патріархату до Константинополя та піднесення Сіракуз до статусу митрополії затьмарюють церковну організацію Мальти. Жоден єпископ Мальти не з'являвся на римських синодах чи на Вселенських соборах на Сході у VII, VIII або IX ст. Мальтійський єпископ на ім'я Манас, можливо, брав участь у восьми Вселенських соборах, що відбулися в Константинополі в 869—870 рр., І ототожнюється з мальтійським єпископом, якого Аглабіди утримували в полоні в Палермо в 878 р. Щонайменше в семи повідомленнях єпископство Мальти класифікується як єпископство під столичним престолом Сіракузи або належить до провінції Сицилія.

#### Візантійська базиліка в Тас-Сілу

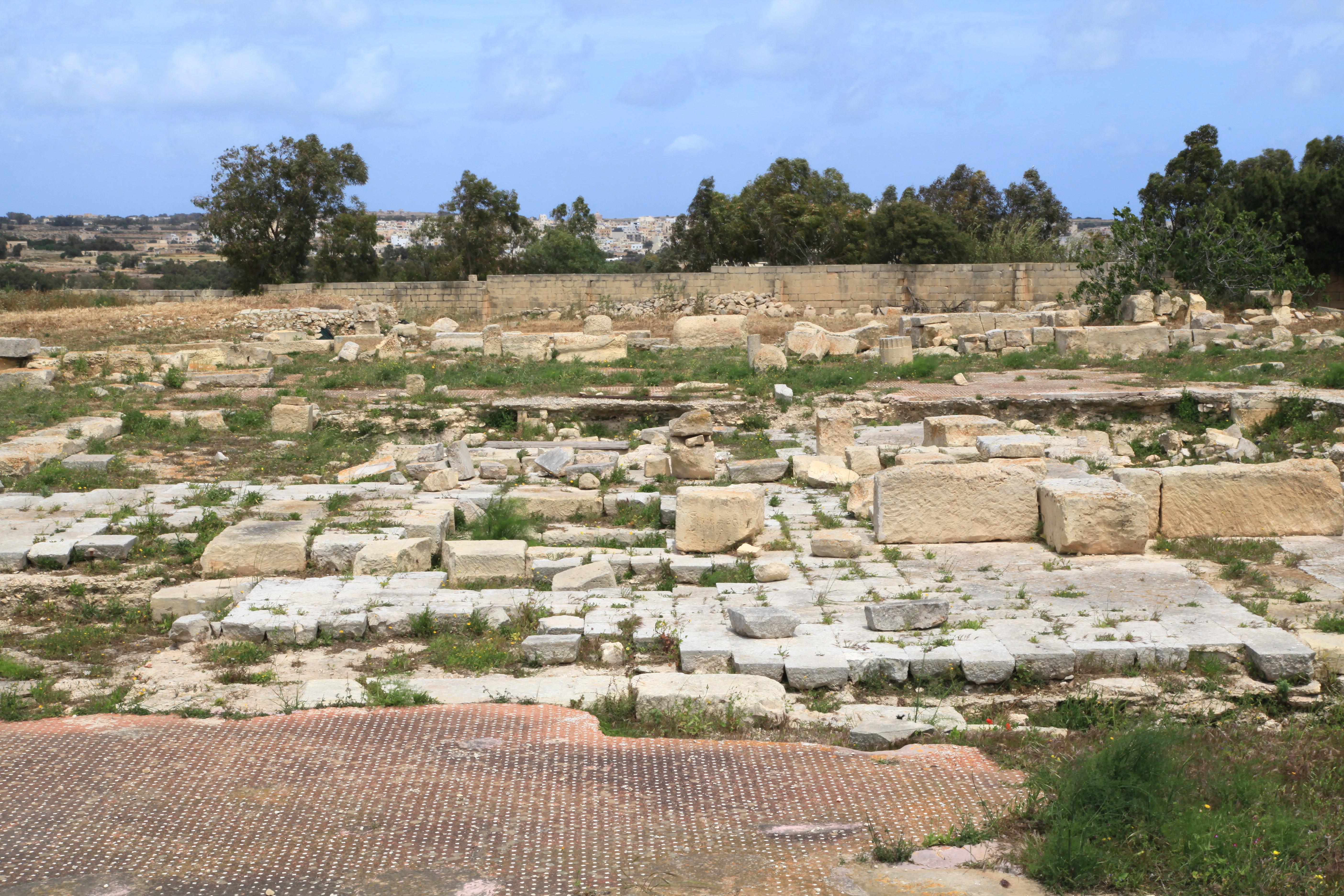
Залишки візантійської базиліки в Тас-Сілу.

Грецький храм був перетворений в християнську базиліку. Базиліка побудована у портированому подвір'ї храму, який був покритий дахом. Квадратна будівля мала три нефи з апсидою на східному кінці. Доісторичний мегалітичний храм був повторно використаний як баптистерій, шрифт розміщений посередині давньої споруди. Церква, або, принаймні, її структура, залишалася в користуванні до VIII—IX століть. Укріплена стіна з принаймні однією вежею була побудована навколо частини місця, можливо, як відповідь на арабську загрозу.

## Культура
Архітектурно-художній стиль, поширений на Мальті, був не власне Константинополь, а візантійські стилі Сицилії. Кераміка була виявлена з яскраво вираженими маркерами амфор типу Отранто, що ще більше свідчить про тісні зв'язки між Мальтою та Південною Італією. Кількість грецьких написів, знайдених на Мальті та в Гоцо, змушує істориків вважати, що стався певний ступінь еллінізації, подібно до процесу, який спостерігався на Сицилії.
Базиліка в Тас-Сілу була розширена, модифікована та повторно використана, щоб включити укріплене поселення, пов'язане з гавані Марсашлокк нижче. Керамічні рештки Тас-Сілу простягаються з шостого по дев'ятий століття, що свідчить про те, що гавань і поселення протягом століть мали зв'язки з різними частинами Середземномор'я. Це підтверджують також знахідки амфори зі спатеєм у Гранд-Харборі, пізньоримських амфор у Марсаскалі та інших решток на острові Маноель, затоці Сліма та затоці Містра.
У 1768 р. 260 пізньоримських північноафриканських амфор було знайдено складеними в камері складів Кортіна, двадцять чотири з яких мали графіті релігійного характеру. Враховуючи віддаленість від головного міста, історики припускають, що ці складські приміщення використовувались для перерозподілу в інші гавані Центрального Середземномор'я. Велика кількість кераміки візантійської епохи також була знайдена на мисі Кортіна в Марсі, а сліди пожежі призвели до того, що екскаватори припустили, що будівлі та набережна були покинуті в кінці восьмого або на початку дев'ятого століття.

## Завоювання мусульман

Стр

З втратою Візантійського екзархату Африки спочатку, а зрештою і втратою Сицилії, Мальта опинилася у політично роздробленому Середземному морі. Мальта програла свої позиції між Егейським і Північною Африкою, коли Візантійська імперія втратила провінції Африки, що виробляють зерно. Це призвело до зменшення потенціалу для перевалки товарів через Мальту та надання морських послуг. Ця нова геополітична роздробленість відображалася розвитком подій на Мальті, оскільки місця поселення сільських територій або були занедбані, або зазнали серйозних спадів у восьмому та дев'ятому століттях, коли місця поховань на островах були занедбані, що означало відмову від відкритих просторів у сільських та прибережних районах і перехід до укріплених ядер.
Починаючи з другої половини VII століття, мусульманські рейдери діяли в Центральному Середземномор'ї. Незважаючи на те, що стратегічне положення означало, що на Мальту зростав тиск, все ще немає згадок про набіги на Мальту до дев'ятого століття. Є згадка про ймовірний набіг на Мальту в хроніках Ібн аль-Атіра в 835—836 рр., в якому говориться, що Абу Ікал з династії аль-Аглаб підготував експедицію, яка напала на острови поблизу Сицилії і здобула велике пограбування. Зазвичай ця атака є не чим іншим, як розвідувальним рейдом оскільки історики вважають, що напад занадто ранній для остаточного завоювання Мальти. Усі грецькі та арабські джерела сходяться на думці, що завоювання Мальти відбулося пізніше.

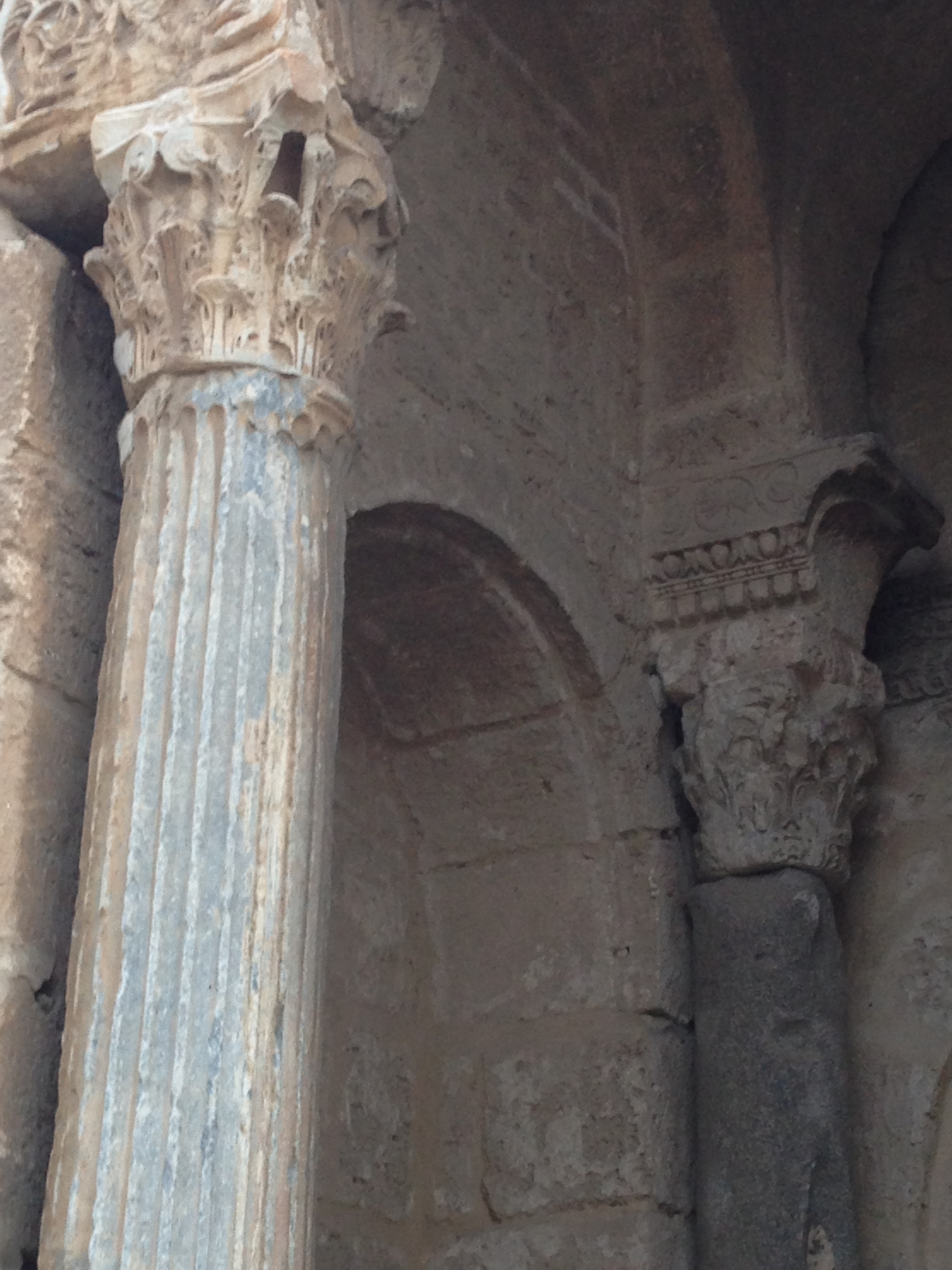
Мармур і колони, знайдені в рібаті Сус, були пограбовані з Мальти в 870 році.

З усіх островів навколо Сицилії Мальта остання залишилась у візантійських руках, і в 869 р. на неї напав флот під керівництвом Ахмада ібн Умара ібн Убайдалли ібн аль-Аглаба аль-Хабаші. Візантійці, отримавши своєчасне підкріплення, спочатку успішно чинили опір, але в 870 р. Мухаммед відправив флот із Сицилії на острів, а столиця Меліте впала 29 серпня 870 р. Місцевий губернатор був захоплений, місто розграбовано. Хабаші взяв із собою мармурові колони місцевого собору, щоб прикрасити свій палац — і його укріплення зруйновано. Падіння Мальти мало важливі наслідки для захисту того, що залишилося від Візантійської Сицилії: маючи в руках Реджо-Калабрію, а тепер Мальту, мусульмани завершили своє оточення Сицилії.
Ібн Халдун повідомляє, що завоювання Мальти Аглабідами відбулося ще в 868 р. Ібн аль-Хатіб датує завоювання Мальти і взяття її «короля» між 11 лютого і 12 березня 875 р. Ібн аль-Атір розповідає, що в 869—870 рр. Емір Сицилії направив армію на Мальту, оскільки острів опинився в облозі візантійців, які потім втекли. . Цю дату підтверджує також грецька хроніка з Кассано, штат Калабрія, кажучи, що острів Меліт здався 29 серпня 870 р. Ця дата знову підтверджується в іншому арабському джерелі, Кітаб аль-Уюн, де сказано, що Мальта був завойований Абдаллою I і вказує дату завоювання за три дні до Рамадану 256 р. по Р. Х., тобто 28 серпня 870 р. Історики пояснюють незначну розбіжність через невизначеність місячних спостережень, що стосуються ісламського календаря.
Облогою Меліте (сучасна Мдіна) спочатку керував Халаф аль-Хадім, відомий інженер, але його вбили і замінили Савадою Ібн Мухаммедом. Місто витримало облогу кілька тижнів чи місяців, але врешті-решт воно потрапило до загарбників, а його мешканців було вбито, і місто було пограбовано.
Однак Ібн аль-Атір стверджує, що на 870 рік Мальта вже була мусульманським поселенням, і острів, який утримували араби, був візантійський флот. Після того, як з Мусульманської Сицилії були направлені сили допомоги, 28 Рамадану 256 (29 серпня 870 року) візантійці відступили без бою. Деякі історики припускають, що місцеве населення стало на бік візантійського флоту, порушивши попередній договір з арабськими правителями, таким чином, що мусульмани тоді помстились, ув'язнили єпископа та зруйнували церкви островів.

### Візантійська спроба відвоювання Мальти
Хоча аль-Хім'ярі стверджує, що Мальта залишалася «незаселеною руїною» після облоги і вона була заселена лише в 1048–49 рр., Археологічні дані свідчать про те, що Мдіна вже була процвітаючим мусульманським поселенням на початку XI століття. Візантійці взяли в облогу це нове поселення в 445 р. по Р. Х. (1053–54 рр. н. е.), «З великою кількістю кораблів і у великій кількості». Мешканці Мдіни попросили помилування, але їм відмовили. Мусульман було мало, і їхні раби переважали чисельність. Раби пропонували свободу мусульманам і раби погодились з цими умовами. Наступного дня загарбники розпочали штурм, але після певних боїв вони були відбиті, Після цього епізоду візантійці більше не намагалися напасти на Мальту.